# Chiesa di San Lorenzo (Ceranesi)
La chiesa di San Lorenzo (o chiesa di San Lorenzo di Torbi) è un luogo di culto cattolico situato nella frazione di Torbi, in piazza della Chiesa di Torbi, nel comune di Ceranesi, città metropolitana di Genova. La chiesa è sede della parrocchia omonima del vicariato di Campomorone dell'arcidiocesi di Genova.

## Storia

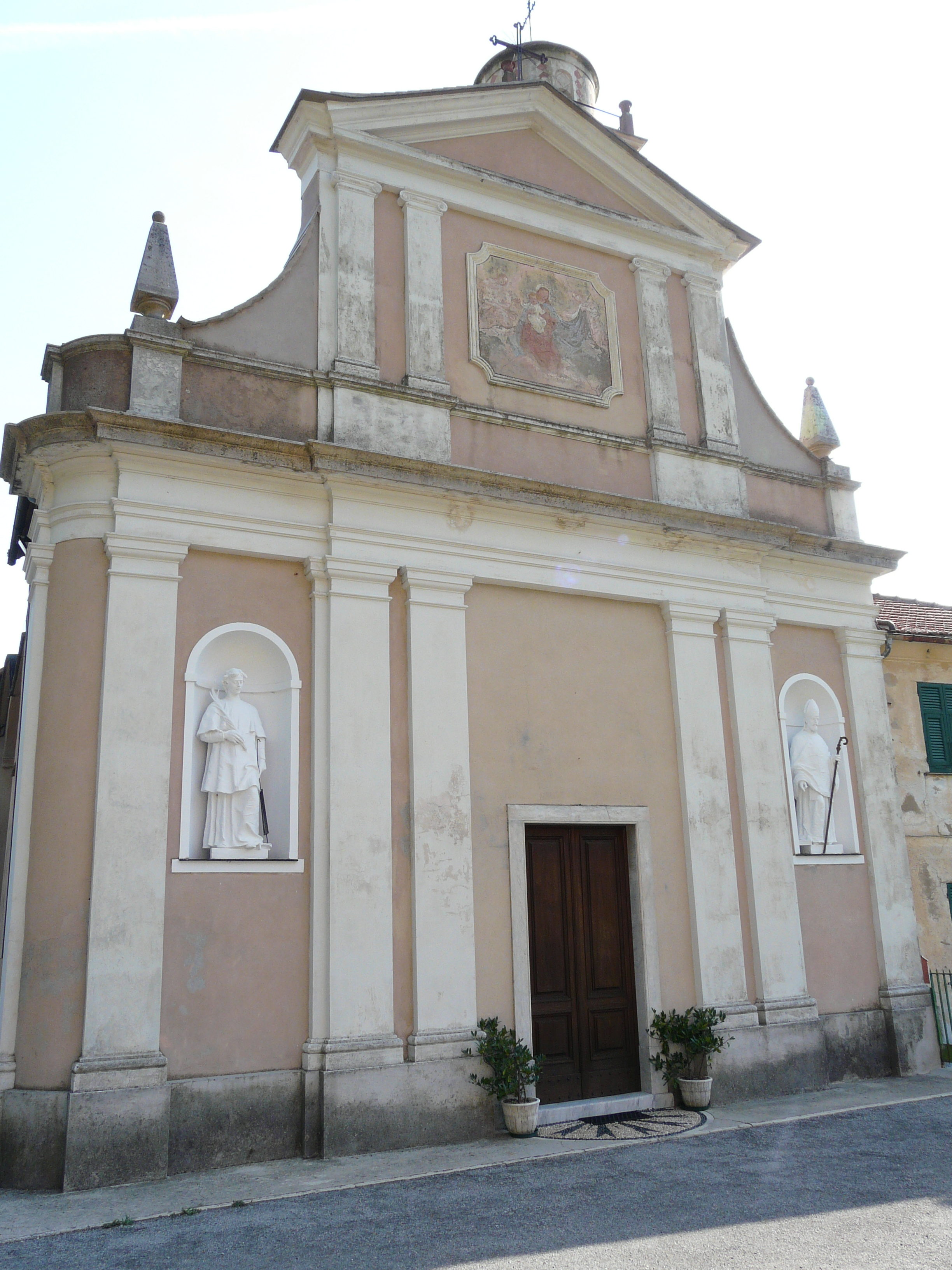
Particolare della facciata

La chiesa parrocchiale fu edificata ai primi anni del XVII secolo, anche se alcuni documenti testimoniano l'edificio già nel 1311.
Subì diversi danneggiamenti alla struttura e al campanile a causa della caduta di un fulmine nel 1879; i lavori per la riparazione furono subito eseguiti e per l'occasione si fusero altre tre campane delle due già esistenti, che verranno in seguito aggiunte alla struttura campanaria dal 1883.

## Descrizione
La planimetria della chiesa si presenta con una lunghezza complessiva di ventuno metri e una larghezza di otto metri e mezzo.
Sono presenti quattro altari in cotto dedicati ai santi Agnese (già intitolato a san Matteo e a san Nicola di Bari) e al Santissimo Rosario; in quest'ultimo è conservata la statua in legno della Vergine Maria. Gli altri due altari sono intitolati a san Isidoro e Giovanni Nepomuceno (già dedicato al Santissimo Crocifisso), a san Giuseppe e ai martiri Fermo e Rustico.
Sull'altare maggiore, di marmo, è presente una pala d’altare di Bernardo Castello raffigurante il Martirio di san Lorenzo.